# Victor Gardener
Victor Gardener es un actor inglés, más conocido por haber interpretado a Jim en Mr Selfridge y a Rick Spencer en la serie Hollyoaks.

## Carrera
En 2000 apareció como invitado en la serie policíaca The Bill, donde interpretó a Micky Royce durante el episodio "Trusting the Enemy"; más tarde apareció de nuevo en la serie en 2010 interpretando a Chris Lord en el episodio "The Truth Will Out".
En 2013 obtuvo un papel secundario en la popular película Fast & Furious 6, donde interpretó a un comandante. El 13 de mayo de 2014, se unió al elenco de la serie británica Hollyoaks, donde interpretó a Richard "Rick" Spencer hasta diciembre de 2014.

## Filmografía

### Series de televisión
| Año  | Título          | Personaje       | Notas                           |
| ---- | --------------- | --------------- | ------------------------------- |
| 2016 | EastEnders      | Det. Fred Cole  | episodio del 19 de diciembre    |
| 2016 | Holby City      | Mr. Massey      | episodio "One Under"            |
| 2015 | Doctors         | William Fincham | episodio "Trespass Against Us"  |
| 2014 | Hollyoaks       | Rick Spencer    | 47 episodios                    |
| 2014 | Mr Selfridge    | Jim             | 6 episodios                     |
| 2011 | Law & Order: UK | Michael Coombes | episodio "Immune"               |
| 2010 | Doctors         | Vince Travis    | episodio "Keep it in the Trade" |
| 2010 | The Bill        | Chris Lord      | episodio "The Truth Will Out"   |
| 2008 | Casualty        | Robert Kennedy  | episodio "The Line of Fire"     |
| 2003 | Emmerdale Farm  | Kenny Wade      | episodio del 20 de noviembre    |
| 2003 | Murphy's Law    | Martin Morris   | episodio "Kiss and Tell"        |

### Películas
| Año  | Título              | Personaje     | Notas |
| ---- | ------------------- | ------------- | --- |
| 2013 | Fast & Furious 6    | Comandante    | junto a Vin Diesel, Paul Walker, Dwayne Johnson y Calvyn Desir                                                |
| 2013 | The Numbers Station | Fischer       | junto a John Cusack, Malin Akerman, Liam Cunningham, Richard Brake, Bryan Dick, Finbar Lynch y Lucy Griffiths |
| 2012 | Dog Boy             | -             | corto - junto a Joel Fry, Christopher Hatherall, Melanie Gutteridge, Gabrielle Reidy y Gary Lilburn           |
| 2012 | The Fields          | David         | corto - junto a Alexander Wolpert, Dudley O'Shaughnessy, Oliver Wilson, Cicely Tennant y Joanne Rayner        |
| 2011 | Fortune's Smile     | Fabian        | corto - junto a Jade Davidson, Laura Freeman, Sadie Frost, Joel Fry y Day Murch                               |
| 2011 | Postcode            | Dillon        | junto a Spencer Austin, Mohammed George, Ann Mitchell, Danny Nutt, Con O'Neill y Nadim Sawalha                |
| 2004 | Iffy                | Padre de Iffy | corto - junto a Russell Mabey, Mem Ferda, James Backway, Chris Ryman y Alex Moreno                            |

### Teatro
| Año  | Obra | Personaje | Director (a) | Teatro           | Notas                                                   |
| ---- | ---- | --------- | ------------ | ---------------- | ------------------------------------------------------- |
| 2012 | Fog  | Canon     | -            | The Park Theatre | junto a Toby Wharton, Benjamin Cawley y Mark Leadbetter |